# Reprise (álbum)
Reprise es el primer álbum recopilatorio de la banda japonesa Moi dix Mois lanzado el 11 de julio de 2012 con motivo del décimo aniversario de la banda. Contiene nuevas versiones de sus canciones más populares votadas por los fanáticos y una nueva canción llamada «Je l'aime».

## Lista de canciones
Todas las canciones escritas y compuestas por Mana. 
| N.º   | Título                 | Duración |  |
| 1.    | «En Lumière»           | 1:20     |  |
| 2.    | «Dialogue Symphonie»   | 4:14     |  |
| 3.    | «Front Et Baiser»      | 5:20     |  |
| 4.    | «Solitude»             | 3:58     |  |
| 5.    | «The Prophet»          | 4:49     |  |
| 6.    | «Invite To Immorality» | 0:33     |  |
| 7.    | «Nocturnal Romance»    | 3:47     |  |
| 8.    | «Vestige»              | 4:37     |  |
| 9.    | «La Dix Croix»         | 5:02     |  |
| 10.   | «Secret Longing»       | 0:55     |  |
| 11.   | «Pageant»              | 4:28     |  |
| 12.   | «Je l'aime»            | 6:22     |  |
| 43:25 |                        |          |  |